# Bajo las Palmas
Bajo las Palmas är en ort i Mexiko.   Den ligger i kommunen San Juan Evangelista och delstaten Veracruz, i den sydöstra delen av landet, 400 km öster om huvudstaden Mexico City. Bajo las Palmas ligger 92 meter över havet och antalet invånare är 186.
Terrängen runt Bajo las Palmas är platt. Runt Bajo las Palmas är det ganska tätbefolkat, med 67 invånare per kvadratkilometer. Närmaste större samhälle är San Juan Evangelista, 10,6 km öster om Bajo las Palmas. Omgivningarna runt Bajo las Palmas är en mosaik av jordbruksmark och naturlig växtlighet.